# لیکوی عربی
لیکوی عربی (نام علمی: Turdoides squamiceps) نام یک گونه از سرده لیکوها است.